# Салливан (округ, Индиана)
Са́лливан (англ. Sullivan County) — округ в штате Индиана, США. Официально образован в 1817 году. По состоянию на 2010 год, численность населения составляла 21 475 человека.

## География
По данным Бюро переписи США, общая площадь округа равняется 1 176,172 км2, из которых 1 158,094 км2 суша и 6,970 км2 или 1,530 % это водоёмы.

## Население
По данным переписи населения 2010 года в округе проживает 21 475 жителей в составе 7 819 домашних хозяйств и 5 574 семей. Плотность населения составляет 19,00 человек на км2. На территории округа насчитывается 8 804 жилых строений, при плотности застройки около 8,00-ти строений на км2. Расовый состав населения: белые — 94,11 %, афроамериканцы — 4,27 %, коренные американцы (индейцы) — 0,31 %, азиаты — 0,13 %, гавайцы — 0,02 %, представители других рас — 0,33 %, представители двух или более рас — 0,84 %. Испаноязычные составляли 0,82 % населения независимо от расы.
В составе 31,90 % из общего числа домашних хозяйств проживают дети в возрасте до 18 лет, 58,10 % домашних хозяйств представляют собой супружеские пары проживающие вместе, 9,30 % домашних хозяйств представляют собой одиноких женщин без супруга, 28,70 % домашних хозяйств не имеют отношения к семьям, 25,30 % домашних хозяйств состоят из одного человека, 13,10 % домашних хозяйств состоят из престарелых (65 лет и старше), проживающих в одиночестве. Средний размер домашнего хозяйства составляет 2,49 человека, и средний размер семьи 2,96 человека.
Возрастной состав округа: 22,60 % моложе 18 лет, 9,40 % от 18 до 24, 30,50 % от 25 до 44, 23,50 % от 45 до 64 и 23,50 % от 65 и старше. Средний возраст жителя округа 37 лет. На каждые 100 женщин приходится 115,20 мужчин. На каждые 100 женщин старше 18 лет приходится 116,30 мужчин.
Средний доход на домохозяйство в округе составлял 32 976 USD, на семью — 39 290 USD. Среднестатистический заработок мужчины был 30 207 USD против 20 790 USD для женщины. Доход на душу населения составлял 16 234 USD. Около 8,50 % семей и 10,90 % общего населения находились ниже черты бедности, в том числе — 13,40 % молодежи (тех, кому ещё не исполнилось 18 лет) и 9,00 % тех, кому было уже больше 65 лет.